# Рейскорс Граунд
«Рейскорс Граунд» (англ. Racecourse Ground, валл. Y Cae Ras) — футбольный стадион в Рексеме (Уэльс). Домашний стадион футбольного клуба «Рексем». Является крупнейшим стадионом в Северном Уэльсе и пятым по вместимости спортивным стадионом Уэльса.
Старейший футбольный стадион мира, до сих пор принимающий матчи сборных. Первый матч сборной Уэльса на стадионе прошёл в 1877 году. Стадион принял 94 матча сборной Уэльса — больше, чем любой другой стадион.
Рекордная посещаемость стадиона была установлена 26 января 1957 года, когда на матч между «Рексемом» и «Манчестер Юнайтед» пришли 34 445 зрителей.
Помимо матчей «Рексема» и сборной Уэльса стадион принимал матчи регбилиг-клуба «Норт-Уэйлз Крусейдерс», регбийного клуба «Скарлетс» и резервистов футбольного клуба «Ливерпуль». В XIX веке стадион принимал крикетные матчи и конные скачки. Также на стадионе иногда проводятся концерты.

## История
Футбольный клуб «Рексем» играл на стадионе с момента своего основания в октябре 1864 года. До этого стадион использовался для проведения крикетных матчей и как ипподром для конных скачек. Также до Первой мировой войны на стадионе проводились полёты Густава Хамеля в августе 1912 и в июне 1913 года.
В 1952 году на стадионе появилась бетонная терраса на трибуне «Коп». 30 сентября 1959 года на стадионе впервые прошёл матч под светом недавно установленных прожекторов.
В декабре 2022 года стадион посетил король Великобритании Карл III вместе с супругой Камиллой, встретившись с владельцами «Рексема» Робом Макэлхенни и Райаном Рейнольдсом.

## Трибуны

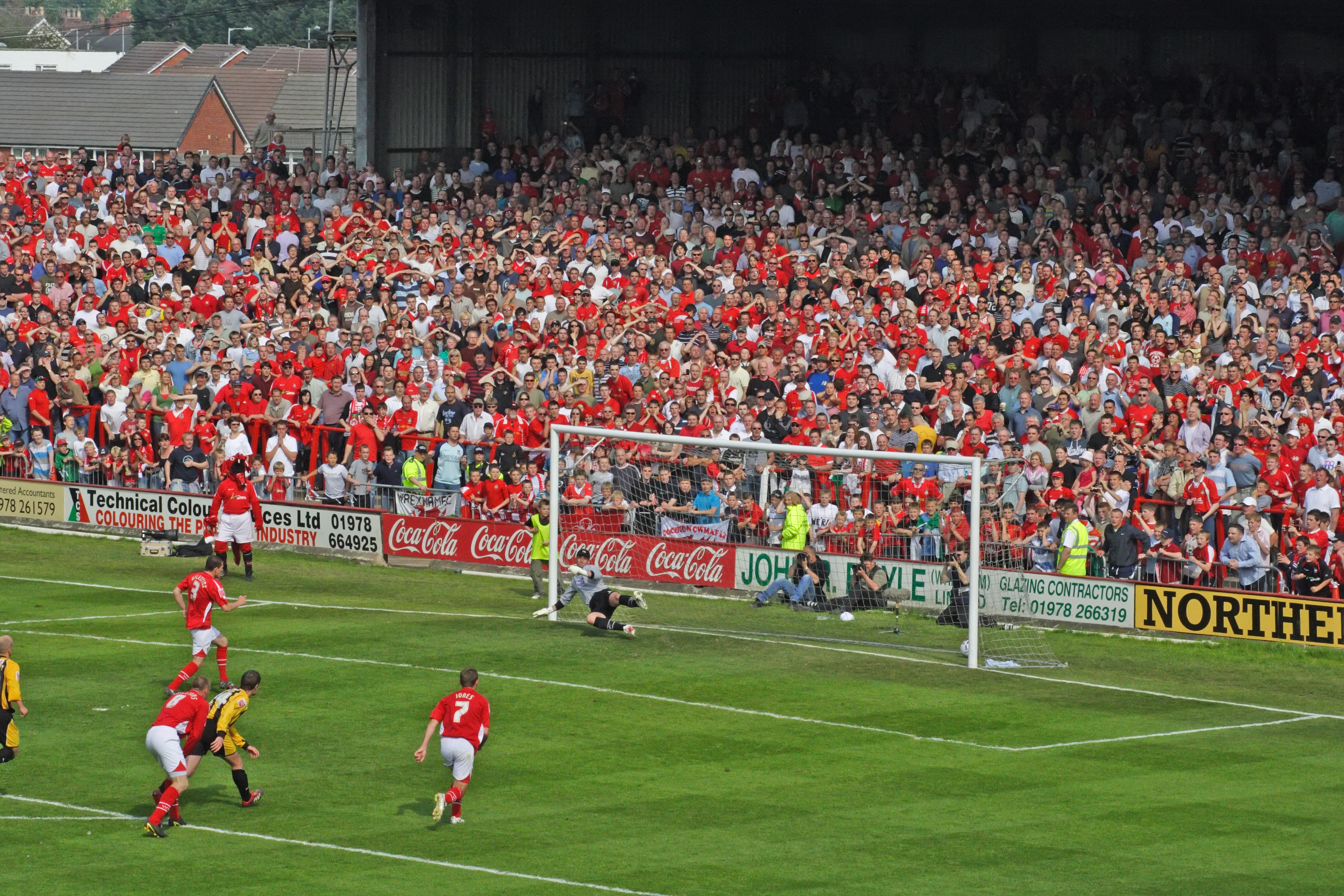
Трибуна «Коп» в 2007 году (в настоящее время закрыта на реконструкцию)

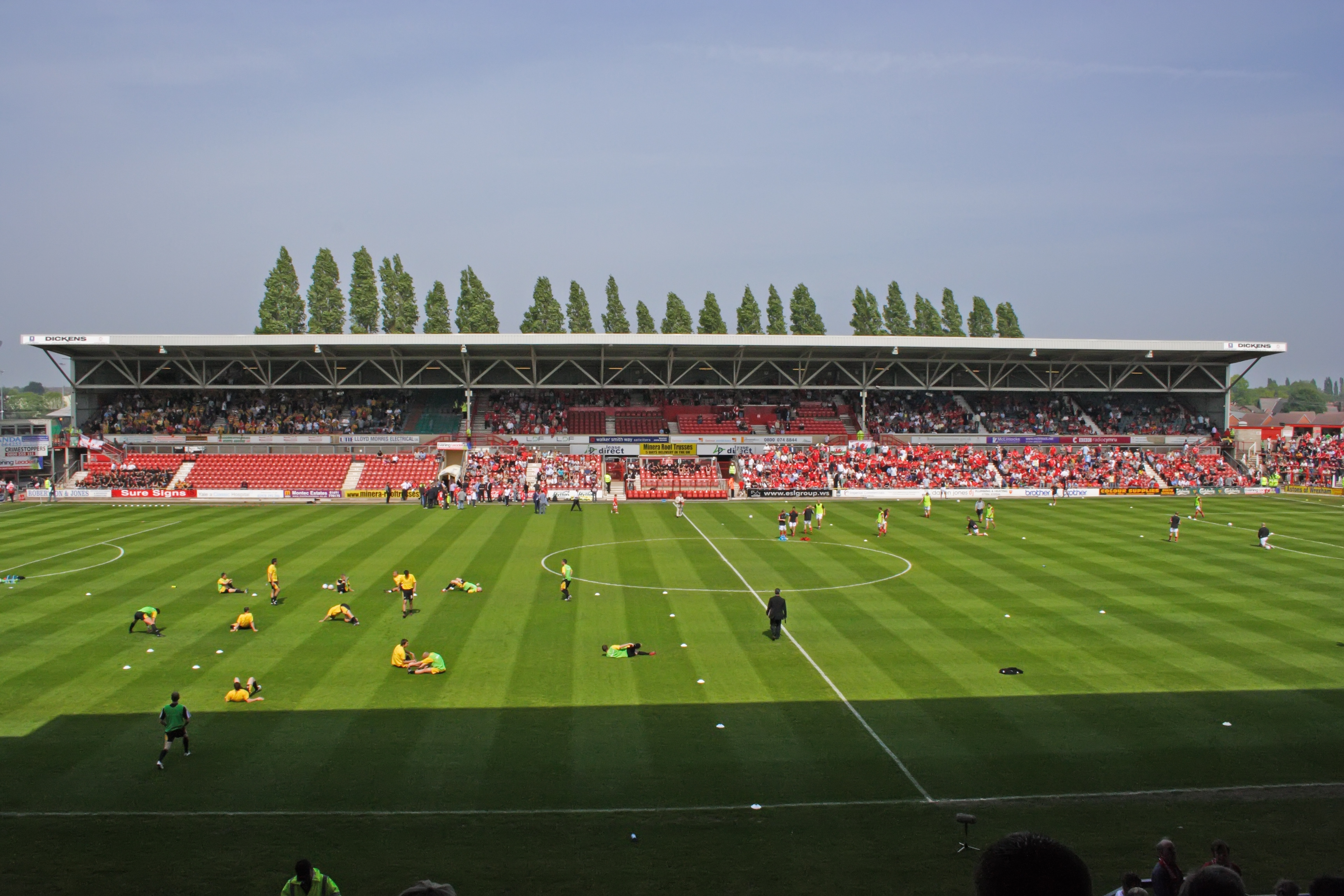
Трибуна «Рексем Лагер»

### «Коп»
Трибуна «Коп» на «Рейскорс Граунд» названа так в память о битве за Спион-Коп, как и другие трибуны с тем же названием на многих стадионах в Великобритании. Она расположена за воротами. Также она называлась трибуной «Криспин Лейн Энд» или «Таун Энд». Максимально она вмещала 9500 зрителей, в 2000-е годы — 5000 зрителей, когда она была самой большой стоячей трибуной в Футбольной лиге Англии. С 2008 года её не использовали по соображениям безопасности. В ноябре 2022 года комитет Рексема по планированию одобрил планы по реконструкции трибуны «Коп» в полностью сидячую с вместимостью в 5500 зрителей с включением ВИП-лож, офисов и магазинов. Совладельцы «Рексема» Роб Макэлхенни и Райан Рейнольдс ожидают завершения реконструкции трибуны «Коп» к началу сезона 2024/25.

### Трибуна «Рексем Лагер»
Трибуна «Рексем Лагер» — основная крытая трибуна стадиона, состоящая из двух ярусов и вмещающая 4200 зрителей. Она была построена в 1972 году в рамках подготовки к участию клуба в еврокубках. Под трибуной расположены раздевалки команд, офисы и развлекательные помещения. Трибуна имеет такое название в рамках спонсорского соглашения с местной пивоваренной компанией Wrexham Lager.

### Трибуна «Университи»
Трибуна «Университи» (ранее называлась трибуной «Рексрент», трибуной «Марстон» и трибуной «Тек Энд) — крытая трибуна, расположенная за воротами. Вмещает 3000 зрителей. Начиная с сезона 2007/08 домашние болельщики «Рексема» размещаются на этой трибуне.

### Трибуна «Макрон»
Трибуна «Макрон» — самая новая трибуна, вмещающая 3500 зрителей и включающая места для людей с ограниченными возможностями. Изначально на этом месте располагалась трибуна Прайса Гриффитса (бывшего председателем клуба), затем её переименовали в трибуну «Молд Роуд». В 1999 году на месте старой трибуны «Молд Роуд» была построена трибуна «Макрон». На ней располагается телевизионная студия, места для комментаторов, восемь ВИП-лож, ресторан и клубный магазин. 

## Концерты
Первый концерт на «Рейскорс Граунд» прошёл в июле 1982 года, когда на стадионе выступили группы Motörhead и Twisted Sister. Также на стадионе выступали группы Stereophonics, UB40 и Олли Мерс. В мае 2023 года на стадионе выступит группа Kings of Leon.

## Рекорды посещаемости
Ниже указаны пять матчей «Рексема» с самой высокой посещаемостью на стадионе «Рейскорс Граунд».
| Дата            | Турнир                            | Соперник          | Зрители |
| --------------- | --------------------------------- | ----------------- | ------- |
| 26 января 1957  | Кубок Англии по футболу 1956/1957 | Манчестер Юнайтед | 34 445  |
| 26 декабря 1936 | Третий северный дивизион 1936/37  | Честер            | 29 261  |
| 17 января 1978  | Кубок Футбольной лиги 1977/1978   | Ливерпуль         | 25 641  |
| 11 марта 1978   | Кубок Англии по футболу 1977/1978 | Арсенал           | 25 547  |
| 7 декабря 1935  | Третий северный дивизион 1935/36  | Честер            | 24 086  |